# Edgemont (Dakota del Sud)
Edgemont è un comune (city) degli Stati Uniti d'America della contea di Fall River nello Stato del Dakota del Sud. La popolazione era di 774 persone al censimento del 2010.
Edgemont è un incrocio per i treni merci della BNSF Railway della divisione Gillette (Wyoming)-Alliance (Nebraska).

## Geografia fisica
La città si trova all'estremo limite meridionale delle Black Hills, nel sud-ovest dello Stato. Edgemont è situata alle coordinate 43°17′58″N 103°49′44″W (43.299453, -103.828966).
Secondo lo United States Census Bureau, ha un'area totale di 0,97 miglia quadrate (2,51 km²).

## Storia
Edgemont ha avuto il suo inizio nel 1890 con la costruzione della Burlington Railroad attraverso tale territorio.
Nel 2012, il White Draw Fire bruciò 8 miglia a nord-est di Edgemont. Il 1º luglio 2012, un aereo da combattimento di fuoco si incendiò e si schiantò vicino alla città, uccidendo quattro militari e ferendone due.

## Società

### Evoluzione demografica
Secondo il censimento del 2010, c'erano 774 persone.

### Etnie e minoranze straniere
Secondo il censimento del 2010, la composizione etnica della città era formata dal 92,1% di bianchi, lo 0,1% di afroamericani, il 3,4% di nativi americani, lo 0,3% di altre etnie, e il 4,1% di due o più etnie. Ispanici o latinos di qualunque etnia erano il 2,1% della popolazione.